# Еліасберг Павло Юхимович
Павло Юхимович Еліасберг (5 червня 1914, Житомир — 30 березня 1988, Москва) — полковник, доктор технічних наук, теоретик ракетно-космічної техніки. Ленінська премія (1957) за запуск першого супутника. Один з маловідомих основоположників наукової космонавтики.

## Короткий життєпис
Батько — Хаїм Берович (Юхим Берович) Еліасберг (1874—1942), походив з віленських євреїв, мав університетську освіту був відомим діячем  Бунду. Мати, Дебора Хаїмївна (уроджена Типограф), закінчила Бестужевські медичні курси. Як і С.П. Корольов, П.Ю. Еліасберг народився у Житомирі, а з 1920 р. разом з родиною проживав і вчився в Києві.
Після закінчення школи вчився у Київському університеті, де також закінчив аспірантуру, будучи учнем М.О. Лаврентьєва.
Перед Другою світовою війною служив  у Червоної Армії, а під час війни командував артилерійським відділенням, мав бойові нагороди.
З 1947 р. працював у Науково-дослідному інституті №4 Міністерства оборони СРСР у званні полковника. Займався розробкою теорії польотів штучних супутників Землі. Брав безпосередню участь у підготовці першого супутника, за що в числі кількох науковців отримав Ленінську премію. В Обчислювальному центрі НДІ, котрий офіційно називався Науково-координаційним центром, особисто керував розрахунками траєкторій супутників і космічних кораблів на ЕОМ, офіційно займаючи посаду консультанта начальника інституту. Незважаючи на довголітню службу у військах, був сугубо цивільною людиною вільних поглядів, які не боявся висловлювати у вузькому колі. Зокрема критично ставився до офіційної історії походження української мови, закінчивши школу в Києві ще у період короткочасної "українізації".
Після того як НДІ-4 передало космічну тематику, звільнився у запас у 1968 р. і працював начальником відділу балістики Інституту космічних досліджень у Москві. Пізніше викладав у МДУ, де з 1963 р. був професором кафедри теоретичної механіки. 
Автор кількох книг з теорії польоту супутників і вважається одним з основоположників балістики ракет великої дальності та космічної балістики. Основний напрямок його досліджень — розробка теорії польоту ракет і штучних супутників Землі і методів балістичного забезпечення управління руху космічних апаратів. 

## Деякі роботи
- Введение в теорию полёта ИСЗ. М., Наука, 1965. 538 с. (в 2011 году переиздана издательством Либроком);
- Эльясберг П. Е. Определение движения по результатам измерений. М.: Главная редакция физико-математической литературы издательства «Наука», 1976. 416 с.(в 2011 году переиздана издательством Либроком);
- Бахшиян Б. Ц., Назиров Р. Р., Эльясберг П. Е. Определение и коррекция движения (гарантирующий подход). М.: Наука, 1980. 362 с.
- Измерительная информация: сколько её нужно? Как её обрабатывать? М. Наука, 1983. 208 с. (в 2011 году переиздана издательством Либроком);